# Chapelle Notre-Dame de Corbiac
La Chapelle Notre-Dame de Corbiac ou Sainte-Marie-de-Corbiac est située sur la commune de Mosset, dans le département français des Pyrénées-Orientales.

## Histoire
La chapelle et le monastère furent fondés en 1062 par le chevalier Béranger de Corbiac, celui-ci ayant pris le nom de l'édifice, Corbiach, issu du latin corvus signifiant corbeau, en référence à une légende chrétienne sur les raisons de la fondation du monastère. Un corbeau orne d'ailleurs les armes du monastère.
Construite aux XIe, XIIe et XIIIe siècles, la chapelle est citée en 1334 dans un acte de donation sous le nom de Ecclesia Sanctae Mariae de Corbiaco. En 1549, le baron de Mosset Don Gérard de Cruilles y édifie le mausolée des Cruilles de Santa-Pau, avant de céder la chapelle en 1575 à l'ordre de la Très Sainte Trinité.
Pierre d'Oriola y fonde un monastère dont il est le premier prieur trinitaire. Les effectifs de moines furent toujours assez réduits, mais ils construisirent un cloître dont une travée existe toujours.
En 1610, le prieuré devient propriété des moines augustins. Les trinitaires quittent les lieux. En 1679, Louis Générés, sculpteur de Perpignan assez populaire à l'époque, reçoit la commande d'un retable pour la chapelle.
Au cours du XVIIIe siècle, la chapelle se vide peu à peu pour être à jamais désertée à la Révolution française. Elle se ruine lentement.
Aujourd'hui, la chapelle est la propriété d'un couple anglais qui y entreprend des restaurations. Des peintures murales du XVIe siècle mises au jour récemment en font un édifice unique de l'art de la Renaissance en Roussillon. 
La chapelle fait l’objet d’une inscription au titre des monuments historiques depuis le 25 mai 2000.

## Architecture
De style roman, avec une nef unique assez longue pour une chapelle catalane, elle conserve une abside semi-circulaire ornée de fresques des XVIe et XVIIe siècles et un clocher-mur à double arc possédant des chapiteaux romans primitifs. Sa nef est voûtée en berceau brisé. Elle possède une tribune de la fin du XVIe siècle. Beaucoup des objets autrefois situés dans la chapelle sont aujourd'hui conservés dans l'église de Mosset, comme une Vierge en bois à l'origine de la fondation de la chapelle. La cloche de la chapelle, datée de 1702, est aujourd'hui dans le clocher de la cathédrale Saint-Fulcran de Lodève (Hérault).